# Baile na nGall
Baile na nGall (anglicizzato in passato come Ballydavid) è un villaggio del Kerry, nella Repubblica d'Irlanda, confina con Baile an Fheirtéaraigh ad ovest e con An Fheothanach ad est. Come gli altri villaggi, Baile na nGall è situato nel cuore della gaeltacht di Penisola di Dingle e la lingua irlandese viene largamente parlata nel villaggio. Il famoso Gallarus Oratory, la chiesa più antica dell'Irlanda si trova a Baile na nGall.

## Origini del nome
Il nome deriva dall'irlandese Baile (villaggio) e na nGall (degli stranieri), dal fatto che i vichinghi fondarono qui un insediamento. La tradizione locale tramanda la storia di un cavallo che abbia a suo tempo fatto un salto da una parte all'altra di un pezzo di terra, demarcando i confini del villaggio.